# Đơn núi
Đơn núi (danh pháp: Antidesma hainanense) là một loài thực vật có hoa trong họ Diệp hạ châu. Loài này được Merr. miêu tả khoa học đầu tiên năm 1922.